# Рафаель Гуалацці
Рафае́ль Гуала́цці (італ. Raffaele Gualazzi, англ. Raphael Gualazzi); нар. 11 листопада 1981 року, Урбіно, Італія) — італійський співак. Представляв Італію на Євробаченні 2011 року, де посів друге місце .

## Кар'єра
Рафаель брав участь у фестивалі Сан-Ремо в 2011 році, і став його переможцем (у категорії «Mia Martini», серед молодих виконавців) з піснею «Folia di Amore» («Безумство кохання»). Ця перемога дозволила музикантові стати представником від Італії на Євробаченні 2011 . Гуалацці буде першим виконавцем від Італії після бойкотування нею конкурсу (з 1997 по 2010). Також, так як Італія стала частиною «великої п'ятірки», музикант виступив одразу у фіналі Євробачення 14 травня (минаючи обидва півфінали).